# Encyclopedia Americana

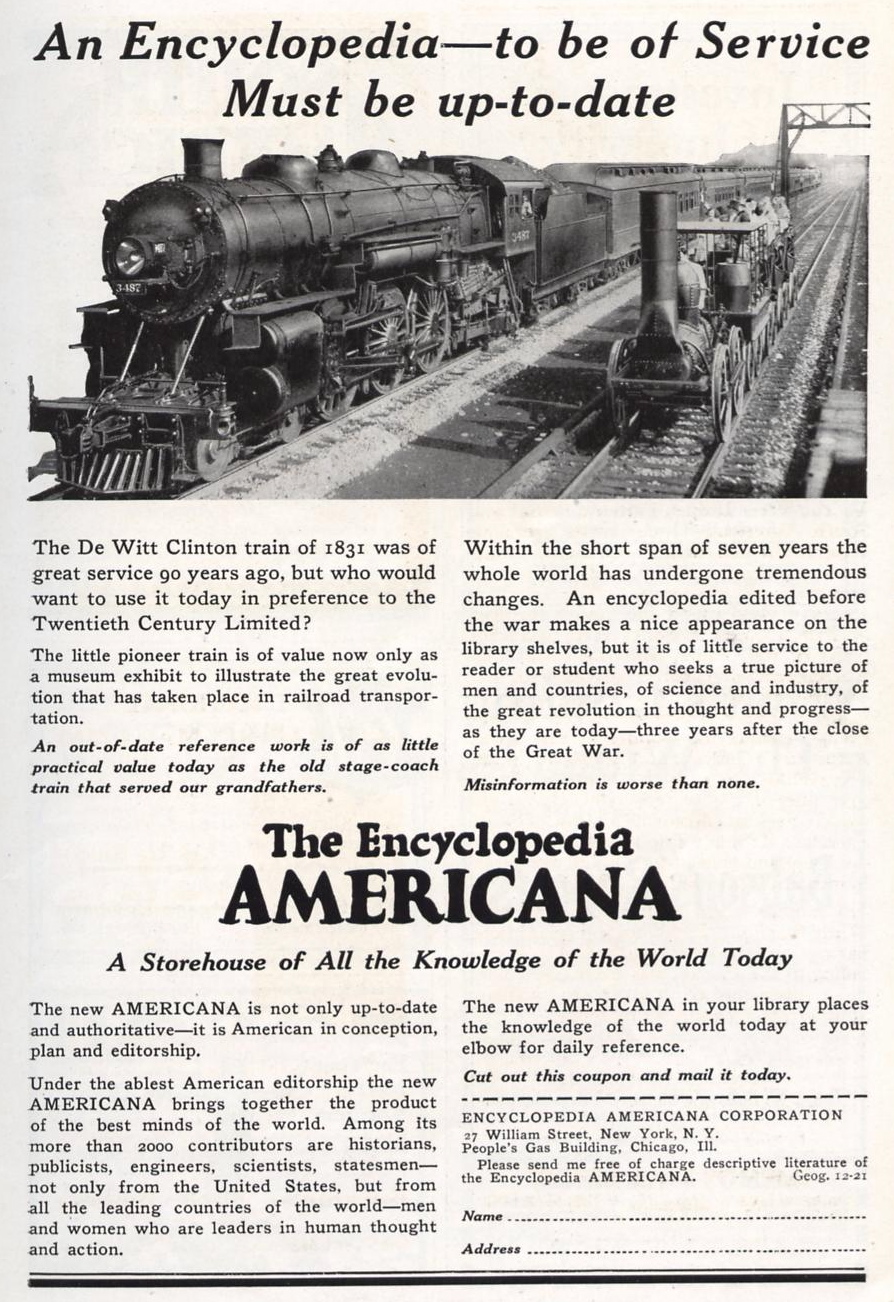
Propaganda da Enciclopédia Americana, em 1921

A Encyclopedia Americana é uma das maiores enciclopédias gerais em língua inglesa, depois da Encyclopædia Britannica. Como o nome sugere, ela é produzida nos Estados Unidos da América e comercializada principalmente no mercado da América do Norte; entretanto, é também vendida na Ásia.
Sua primeira edição, composta de 13 volumes, foi publicada entre 1829 e 1833,  por Carey, Lea & Carey, da Filadélfia. Em 1846, mais quatorze volumes suplementares fora publicados.

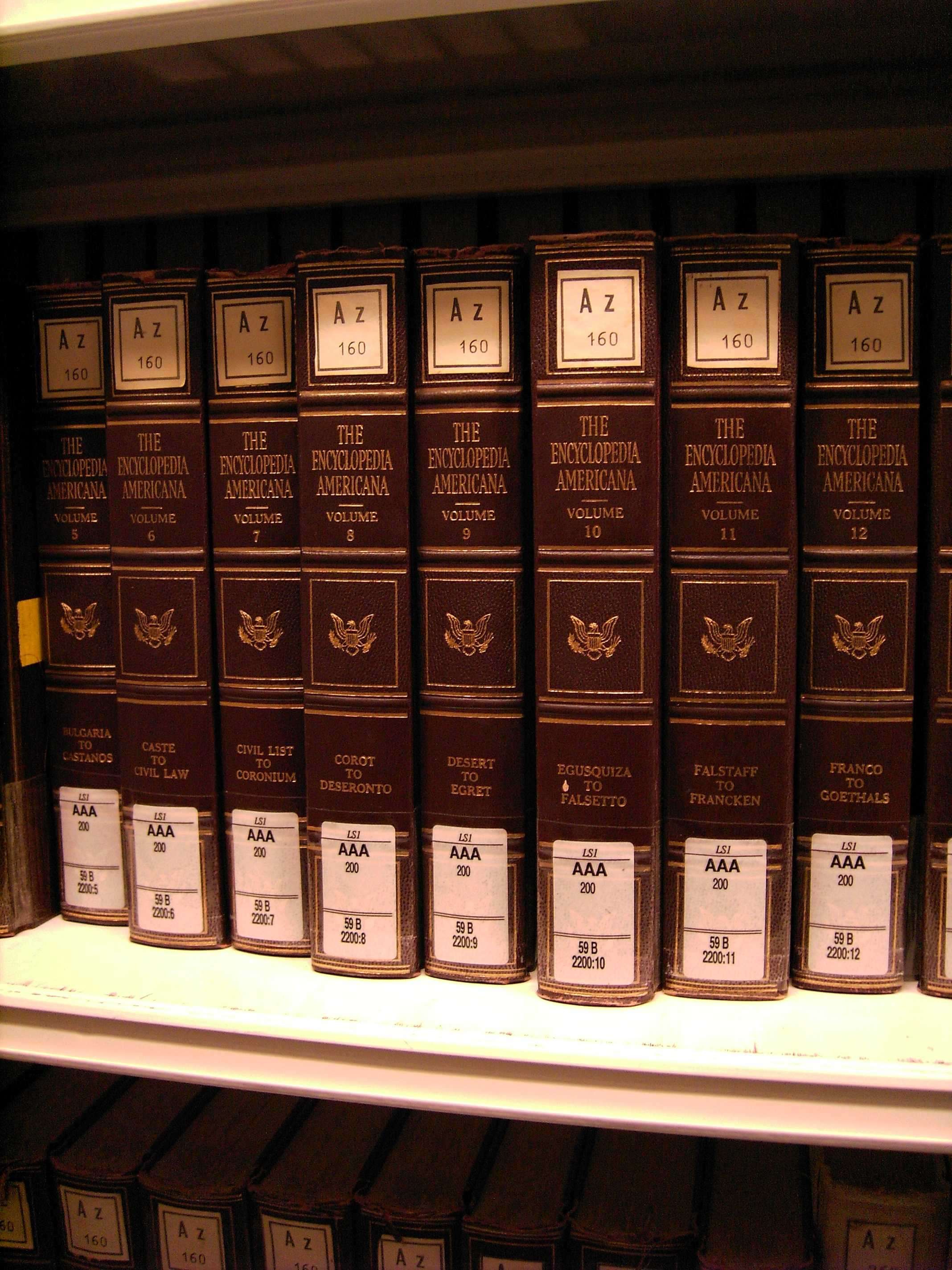
A enciclopédia na biblioteca da Universidade de Göttingen.

Atualmente, a enciclopédia tem mais de 45 mil artigos, a maioria deles apresentando 500 palavras ou mais; e outros muitos artigos têm considerável tamanho, como é caso do verbete sobre os Estados Unidos, que apresenta mais de 300 mil palavras.
Foi escrita por seis mil e quinhentos contribuidores, e inclui nove mil biografias, 150 mil referências cruzadas, 1.200 mapas, e aproximadamente 4.500 imagens em preto-e-branco e coloridas. Muitos dos artigos são assinados pelos contribuidores. É publicada pela Scholastic Library Publishing, uma divisão da Scholastic Inc.. A edição completa é composta por 30 volumes, sendo um deles somente para o índice. Atualmente é vendida online, requerendo subscrição.
A versão online da Encyclopedia Americana foi lançada em 1997, e continua a ser atualizada e vendida. É indicada para alunos de segundo grau e primeiro ano de faculdade.